# 狭带纪
狭带纪（Stenian，符号MP3）是地质时代中的一个纪，开始于同位素年龄1200±0百万年(Ma)，结束于1000±0Ma。
狭带纪期间的叠层岩达到高峰，真核藻类继续发展。
狭带纪属于前寒武纪元古宙中元古代；狭带纪的上一纪为延展纪，下一纪为拉伸纪。